# Rhinoclavis
Rhinoclavis là một chi ốc biển, động vật thân mềm trong họ Cerithiidae.
Các loài trong chi này được tìm thấy ở hải vực Ấn Độ Dương-Thái Bình Dương, quần đảo Marshall, quần đảo Solomon, Philippines, Australia và Vịnh Aqaba.

## Các loài
Theo World Register of Marine Species (WORMS), Rhinoclavis gồm các phân chi và các loài sau:
- Rhinoclavis (Longicerithium) Houbrick, 1978 
  - Rhinoclavis (Longicerithium) longicaudatum  (A. Adams & Reeve, 1850)
- Rhinoclavis (Proclava)  Thiele, 1929 
  - Rhinoclavis (Proclava) kochi  (Philippi, 1848) 
  - Rhinoclavis (Proclava) sordidula (Gould, 1849)
- Rhinoclavis (Rhinoclavis) Swainson, 1840 
  - Rhinoclavis (Rhinoclavis) articulata  (A. Adams & Reeve, 1850) 
  - Rhinoclavis (Rhinoclavis) aspera (Linnaeus, 1758) 
  - Rhinoclavis (Rhinoclavis) bituberculata (G.B. Sowerby II, 1866) 
  - Rhinoclavis (Rhinoclavis) brettinghami Cernohorsky, 1974 
  - Rhinoclavis (Rhinoclavis) diadema  Houbrick, 1978 
  - Rhinoclavis (Rhinoclavis) fasciata (Bruguière, 1792) 
  - Rhinoclavis (Rhinoclavis) sinensis  (Gmelin, 1791) 
  - Rhinoclavis (Rhinoclavis) vertagus  (Linnaeus, 1767) 
  - Rhinoclavis taniae Cecalupo, 2008

## Hình ảnh

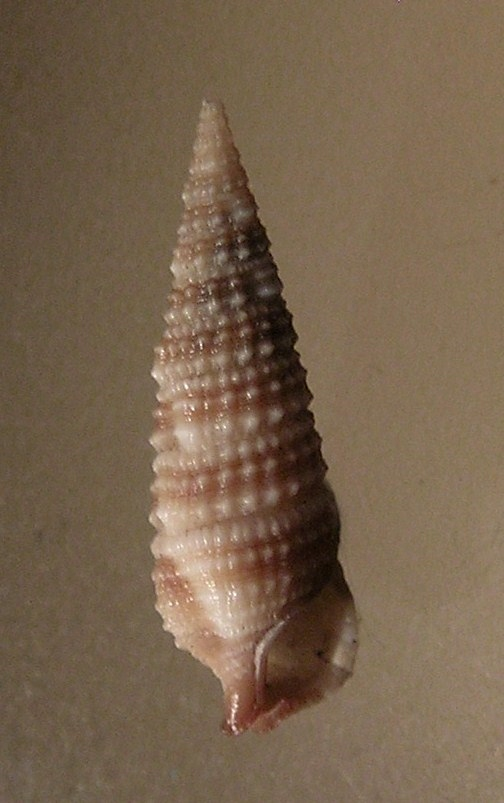
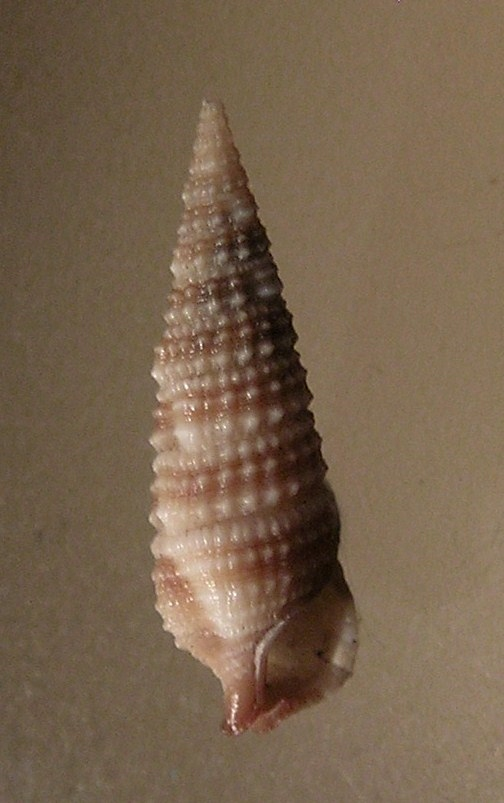
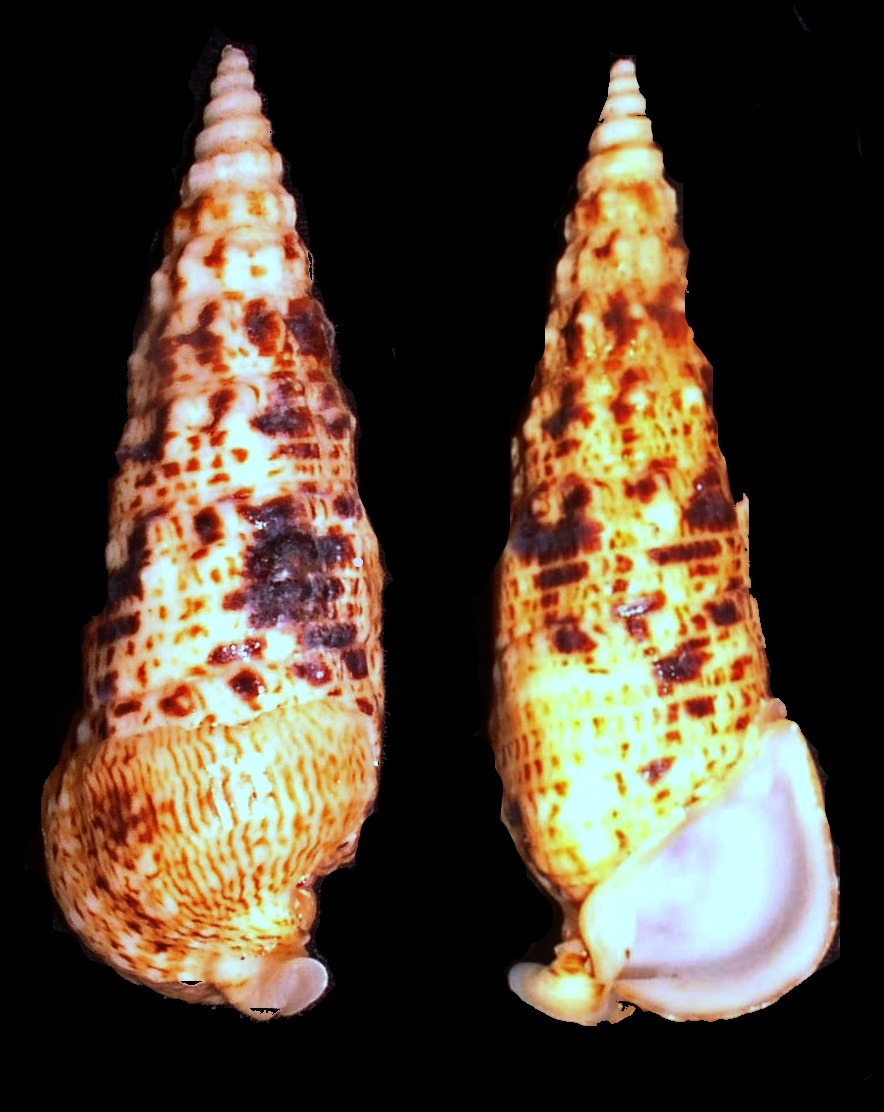